# ماروین گکپا
ماروین گکپا (انگلیسی: Marvin Gakpa؛ زادهٔ ۱ نوامبر ۱۹۹۳) بازیکن فوتبال اهل الجزایر است.
از باشگاه‌هایی که در آن بازی کرده‌است می‌توان به باشگاه فوتبال متس، باشگاه فوتبال لوریان، باشگاه فوتبال پاریس، و باشگاه فوتبال آژاکسیو اشاره کرد.